# 瓦尔德韦斯特罗夫
瓦尔德韦斯特罗夫（法語：Waldweistroff，法語發音：[valdvaistʁɔf]；洛林法兰克语：Waldweischtroff、Weischtroff、Waldweischdrëf）是法国摩泽尔省的一个市镇，位于该省中部偏北，属于蒂永维尔区。

## 地理
瓦尔德韦斯特罗夫（49°21'33"N, 6°29'45"E）面积7.73 平方千米，位于法国大東部大區摩泽尔省，该省份为法国东北部内陆省份，是洛林的一部分，西南接默尔特-摩泽尔省，东临下莱茵省，北与卢森堡和德国接壤。
与瓦尔德韦斯特罗夫接壤的市镇（或旧市镇、城区）包括：比比什、弗拉斯特罗夫、格兰多尔比赞、阿尔斯特罗夫、劳默斯费尔德、圣弗朗索瓦-拉克鲁瓦。
瓦尔德韦斯特罗夫的时区为UTC+01:00、UTC+02:00（夏令时）。

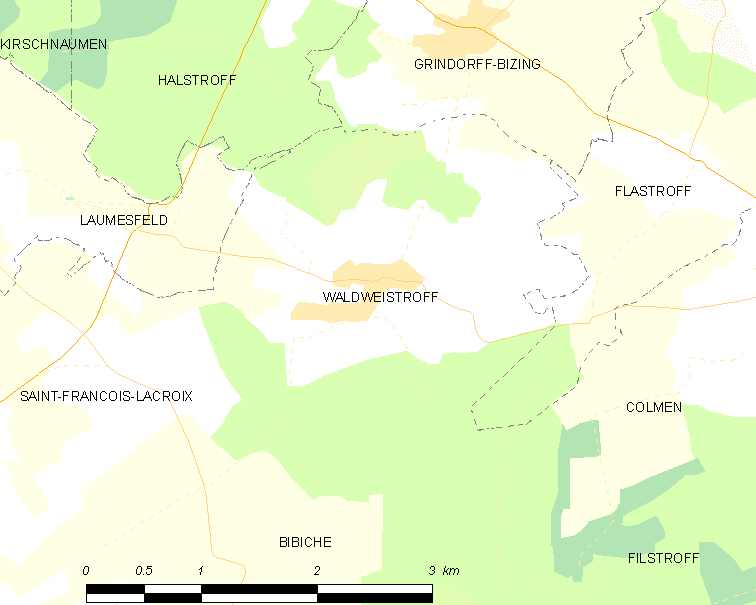
瓦尔德韦斯特罗夫的OSM定位图

## 行政
瓦尔德韦斯特罗夫的邮政编码为57320，INSEE市镇编码为57739。

## 政治
瓦尔德韦斯特罗夫所属的省级选区为布宗维尔县。

## 人口

1962-2008年间瓦尔德韦斯特罗夫人口变化图示

瓦尔德韦斯特罗夫于2022年1月1日时的人口数量为521人。